# Elizabeth Swaney
Elizabeth Marian Swaney (ur. 30 lipca 1984 w Berkeley w stanie Kalifornia) – amerykańska narciarka dowolna specjalizująca się w konkurencji halfpipe, a także skeletonistka. Na arenie międzynarodowej startująca w barwach Wenezueli, a następnie Węgier. Olimpijka (2018), uczestniczka mistrzostw świata w narciarstwie dowolnym (2017).

## Życiorys

### Skeleton
Od 2006 roku Swaney uprawiała skeleton. W dyscyplinie tej w latach 2012–2013, reprezentując Wenezuelę, startowała w zawodach niższej rangi w tym sporcie (w Pucharze Północnoamerykańskim oraz Pucharze Europy), w każdym występie plasując się w końcu stawki.

### Narciarstwo dowolne

#### Wenezuela (do 2014)
W 2010 roku zaczęła naukę jazdy na nartach. Trzy lata później zadebiutowała w Pucharze Świata w narciarstwie dowolnym – 2 lutego 2013 w Park City zajęła 33. miejsce w konkurencji halfpipe, a pierwsze punkty tego cyklu zdobyła 17 sierpnia 2013 w Cardronie, gdzie zajęła ostatnią, 26. lokatę.
Celem reprezentującej wówczas Wenezuelę zawodniczki była kwalifikacja na Zimowe Igrzyska Olimpijskie 2014, gdzie konkurencja ta debiutowała w programie zimowych igrzysk olimpijskich. Swaney od pierwszego startu w swoich przejazdach nie wykonywała praktycznie żadnych ewolucji (poza najprostszymi zmianami kierunku jazdy o 180°), skupiając się jedynie na ukończeniu rywalizacji bez upadku. Pomóc w uzyskaniu olimpijskiej kwalifikacji miała jej niewielka popularność tej konkurencji (w zawodach najwyższej rangi w tym okresie rzadko startowało więcej niż 30 zawodniczek), jednak ostatecznie nie zdołała ona uzyskać awansu na igrzyska.

#### Węgry (od 2015)
Po nieudanej próbie zakwalifikowania się na igrzyska w Soczi Swaney, wobec braku wsparcia ze strony Wenezueli, zdecydowała się na zmianę reprezentacji, przyjmując węgierskie obywatelstwo. Do startów w barwach nowego kraju została uprawniona wiosną 2015 roku. Jako Węgierka w zawodach międzynarodowych niższej rangi zadebiutowała w grudniu 2015 roku, a do Pucharu Świata powróciła w lutym 2016 roku, zajmując w Park City przedostatnią, 20. lokatę. Mimo zmiany reprezentacji Swaney nie zmieniła swojej taktyki przejazdów. W 2017 wystąpiła w Mistrzostwach Świata w Narciarstwie Dowolnym 2017 – w konkurencji halfpipe zajęła 21. miejsce, wyprzedzając 4 rywalki, które upadły w czasie wykonywania swoich przejazdów (w tym późniejszą mistrzynię olimpijską Cassie Sharpe).
Swaney w barwach Węgier podjęła także próbę zakwalifikowania się na Zimowe Igrzyska Olimpijskie 2018. Stosując dotychczasową taktykę przejazdów startowała w zawodach Pucharu Świata, do których zgłaszało się mniej niż 30 zawodniczek i odbywających się niemal wyłącznie poza Europą. Najlepszy wynik osiągnęła w ośrodku narciarskim Secret Garden w Chinach, gdzie 22 grudnia 2017 była 13., wyprzedzając 2 rywalki, które doznały upadków, wykorzystując fakt, iż większość narciarek specjalizujących się w tej konkurencji brało wówczas udział w uznawanych za bardziej prestiżowe zawodach w Kolorado. Ostatecznie Swaney zakończyła kwalifikacje olimpijskie na 34. pozycji z dorobkiem 59 punktów. Nie uzyskała bezpośredniej kwalifikacji i zajęła 5. miejsce na liście rezerwowej. W wyniku rezygnacji wyżej sklasyfikowanych państw z przysługujących im kwot startowych w procesie realokacji Węgry otrzymały prawo startu w tej konkurencji, a Swaney, jako jedyna uprawniona zawodniczka z tego kraju, została zgłoszona do udziału w igrzyskach. Stała się pierwszą węgierską narciarką dowolną, która wzięła udział w tej imprezie.
20 lutego 2018 wystąpiła w kwalifikacjach w konkurencji halfpipe. Jej start zyskał miano „internetowej sensacji”, a sama Swaney została nazwana „najgorszą narciarką igrzysk”. Zawodniczka w obu przejazdach, podobnie jak we wcześniejszych startach, nie wykonywała praktycznie żadnych ewolucji (poza pojedynczą, niezbyt udaną zmianą kierunku jazdy o 180°) i zajęła ostatnią, 24. lokatę. Pod wpływem krytyki jej występu przedstawiciele Międzynarodowej Federacji Narciarskiej zapowiedzieli zmianę systemu kwalifikacji olimpijskich tak, aby w przyszłości uniknąć możliwości startu zawodniczek takich jak Swaney, a jedną z rozważanych możliwości jest zmniejszenie liczby zawodniczek mogących startować w igrzyskach.

## Życie prywatne
Amerykanka Elizabeth Swaney mogła reprezentować inne państwa ze względu na pochodzenie – z Węgrami łączą ją wywodzący się z tego kraju dziadkowie ze strony ojca, a jej matka jest z kolei Wenezuelką.
W 2009 Swaney uzyskała tytuł magistra na Uniwersytecie Harvarda. Uzyskała również stopień bachelor’s degree na Uniwersytecie Kalifornijskim w Berkeley.

## Osiągnięcia

### Narciarstwo dowolne

#### Zimowe igrzyska olimpijskie
| 2018 Pjongczang | – | 24. miejsce (halfpipe) |

#### Mistrzostwa świata
| 2017 Sierra Nevada | – | 21. miejsce (halfpipe) |